# Resolutie 1036 Veiligheidsraad Verenigde Naties
Resolutie 1036 van de Veiligheidsraad van de Verenigde Naties werd op 12 januari 1996 als eerste resolutie van dat jaar aangenomen. De resolutie verlengde de UNOMIG-waarnemingsmissie in Abchazië met een half jaar.

## Achtergrond
Op de golf van opkomend onafhankelijkheidsstreven van Georgië uit de Sovjet-Unie tegen het einde van de jaren 1980, streefde de Abchazische minderheid in de Abchazische autonome republiek de onafhankelijkheid na, uit angst de autonomie in Georgië te verliezen. Het leidde tot etnische spanningen met de Georgiërs, die in Abchazië de grootste bevolkingsgroep waren.
In 1992 kwam het tot een gewapend conflict, waarbij ook Rusland betrokken raakte, dat het voor de Abchaziërs opnam. Begin 1993 braken zware gevechten uit om de Abchazische hoofdstad Soechoemi. In de zomer van 1993 werd een staakt-het-vuren afgesproken en werd de UNOMIG-waarnemingsmissie opgericht. De val van Soechoemi in september 1993 leidde tot grootschalige etnische zuiveringen tegen de Georgische gemeenschap.

## Inhoud

### Waarnemingen
In november 1995 waren in Georgië presidentsverkiezingen gehouden, waarvan werd gehoopt dat ze zouden bijdragen aan een akkoord over het conflict in Abchazië. Ook werd bevestigd dat alle vluchtelingen naar die regio moesten kunnen terugkeren, wat door de Abchazische autoriteiten werd verhinderd. De humanitaire situatie
ging achteruit; vooral in de regio Gali. Er was ook bezorgdheid over het geweld en moorden in Abchazisch gebied. Het staakt-het-vuren en de scheiding van troepen werden dan weer wel goed nageleefd.

### Handelingen
De Veiligheidsraad was bezorgd omdat de gesprekken over een algemeen akkoord steeds vastliepen. De partijen, en vooral de Abchazen, werden gemaand tot vooruitgang. Ook moesten die Abchazen de terugkeer van vluchtelingen sterk versnellen, en, als eerste stap, de terugkeer van de vluchtelingen uit Gali stimuleren. Verder werden de etnische moorden en mensenrechtenschending in Abchazië veroordeeld. De partijen moesten beter samenwerken met UNOMIG en de GOS-vredesmacht. Die hadden maatregelen opgelegd om de omstandigheden in Gali te verbeteren. Het mandaat van UNOMIG werd verlengd tot 12 juli.

## Verwante resoluties
- Resolutie 971 Veiligheidsraad Verenigde Naties (1995)
- Resolutie 993 Veiligheidsraad Verenigde Naties (1995)
- Resolutie 1065 Veiligheidsraad Verenigde Naties
- Resolutie 1096 Veiligheidsraad Verenigde Naties (1997)

Lijst ·  1036 ·  1037 ·  1038 ·  1039 ·  1040 ·  1041 ·  1042 ·  1043 ·  1044 ·  1045 ·  1046 ·  1047 ·  1048 ·  1049 ·  1050 ·  1051 ·  1052 ·  1053 ·  1054 ·  1055 ·  1056 ·  1057 ·  1058 ·  1059 ·  1060 ·  1061 ·  1062 ·  1063 ·  1064 ·  1065 ·  1066 ·  1067 ·  1068 ·  1069 ·  1070 ·  1071 ·  1072 ·  1073 ·  1074 ·  1075 ·  1076 ·  1077 ·  1078 ·  1079 ·  1080 ·  1081 ·  1082 ·  1083 ·  1084 ·  1085 ·  1086 ·  1087 ·  1088 ·  1089 ·  1090 ·  1091 ·  1092